# 野口光幸
野口 光幸（のぐち みつゆき、1975年1月8日 - ）は、日本のプロパティ・キャンペーン・ストラテジスト（知的財産を活用した販売促進戦略プロデューサー）。
1998年に株式会社フロンティアインターナショナルに入社し、STAR WARS や FINAL FANTASY等のIP・プロパティ等を活用した企業プロモーションのディレクションを行う。
当時、業界的に大きな流れとなっていた中国での「景品ビジネス」では、一人現地を飛び回り製造協力会社を開拓し、人脈を形成。
広告企業が現地工場と直接貿易をするというワンストップの形態をいち早く取り入れ、業界を牽引。
幼少期からのクリエイティビティと「サブカル愛」を活かし、2022年現在もIP・プロパティを活用したビジネスを中心に活躍。
2022年8月に【人気キャラクターを活かした「販促キャンペーン」の仕掛け方】を出版し、発売初日にAmazonランキング1位を獲得（マーケティングカテゴリー）。
フィットネスの資格を活かし、スポーツ／ダイエット系プロモーションのプロデュース実績も有。
また、ストリートダンス業界にも精通し、未来の世界チャンピオンの育成を目指した小中学生向けのブレイキングバトルイベント「Japan Junior Breaking Championship」を2021 年に立ち上げた。
サブカルとストリートダンスという異種な得意分野を活かした、ヒットプロモーションの仕掛け人。

## 著書
- 人気キャラクターを活かした「販促キャンペーン」の仕掛け方（ぱる出版、2022年8月）ISBN 9784827213331

## 関連作品
- アニメ『エグミレガシー』（ライセンス窓口担当）[3]